# Arroio Manecão
O Arroio Manecão é um dos arroios da cidade de Porto Alegre, capital do estado brasileiro do Rio Grande do Sul. Compõe uma das vinte e oito sub-bacias hidrográficas do Lago Guaíba. A sub-bacia do Manecão possui 19,62 km² de área, sendo a quarta maior entre os arroios da Região Sul do Município.

## Nascentes
O arroio tem suas nascentes na região do morro da Extrema (com 255m em seu pico), próximo da divisa com o município de Viamão, correndo no sentido nordeste-sudoeste até desaguar em sua foz que fica na praia do Lami. Essa última é considerada como umas praias de "águas próprias" para balneabilidade pela prefeitura de Porto Alegre e tradicionalmente frequentada pela população de baixa renda durante o verão.
Suas nascentes também estão dentro do desativado Aterro Sanitário da Extrema, uma antiga saibreira, situado na Rua Luiz Corrêa da Silva, n° 4.501 (antiga Estrada do Espigão), o qual funcionou de 1997 a 2002 recebendo resíduos sólidos da cidade até esgotar sua capacidade., havendo estudos sobre os impactos da resultante contaminação do solo.

## Tratamento de esgoto
O Manecão atravessa áreas que fazem parte da Zona Rural de Porto Alegre, assim como loteamentos urbanos e ocupações irregulares. De acordo com o Plano Municipal de Saneamento Básico, o arroio é utilizado como "coletor-tronco" das águas residuais para tratamento na ETE Lami, a qual atende o núcleo isolado do Lami e das vilas Jardim Floresta e Sapolândia.

## Inundações
Em janeiro de 2017, pelo menos setenta casas do "Loteamento Carine" no bairro Lami foram acometidas pelo transbordamento do arroio Manecão após uma chuvarada.